# Авлаш
Авла́ш (тат. Аулаш) — деревня в Тукаевском районе  Республики Татарстан, в составе  Иштеряковского сельского поселения.

## География
Деревня находится на реке Авлашке, в 26 километрах к юго-западу от районного центра, города Набережные Челны.

## История
Основана в XVIII веке под названием Верхний Авлаш. 
До 1860-х годов жители относились к категории государственных крестьян. Занимались земледелием, разведением скота, пчеловодством, портняжным промыслом. По сведениям 1870 года, в селе была водяная мельница. 
До 1920 года деревня входила в Бетькинскую волость Мензелинского уезда Уфимской губернии. С 1920 года в составе Мензелинского, с 1922 года — Челнинского кантонов ТАССР. С 10 августа 1930 года в Челнинском, с 1 ноября 1972 года в Заинском, с 26 декабря 1977 года в Тукаевском районах.

## Население
| 1795 | 1870  | 1913  | 1920  | 1926  | 1938  | 1949  | 1958  | 1970  | 1979  | 1989  | 2000 |
| ---- | ----- | ----- | ----- | ----- | ----- | ----- | ----- | ----- | ----- | ----- | ---- |
| 51   | 220 ↗ | 498 ↗ | 522 ↗ | 517 ↘ | 448 ↘ | 333 ↘ | 239 ↘ | 260 ↗ | 177 ↘ | 131 ↘ | 98 ↘ |

Национальный состав: на 2002  - кряшены (86%). 

## Экономика
Полеводство, скотоводство. 

## Социальная инфраструктура
Начальная школа.